# دشمن دربار امپراتوری
دشمن دربار ژاپن، چُوتِکی (به ژاپنی: 朝敵) در تاریخ ژاپن به نیروهای در ستیز با امپراتور ژاپن و دربار سلطنتی ژاپن گفته می‌شود. در دوره باکوماتسو یا دوران پایان دوره ادو و اوایل دوره میجی که نظریه حرمت‌گزاری به امپراتور رایج شده بود به کسانی که برخلاف خواسته امپراتور حرکت می‌کردند به عنوان ناسزا لفظ چوتِکی گفته می‌شد.

## نیروهایی که لفظ چوتِکی در مورد آنان بکار برده شده‌است
- تایرا نو ماساکادو
- میناموتو نو یوشی‌تسونه توسط امپراتور گو-شیراکاوا. امپراتور مدتی برادر بزرگتر وی میناموتو نو یوریتومو  را به عنوان دشمن دربار ژاپن اعلام کرده بود اما پس از درگیری بین دو برادر این اعلام را ملغی کرد و یوشی‌تسونه را دشمن دربار ژاپن اعلام کرد.
- در شورش جوکیو، هوجو یوشیتوکی توسط امپراتور گو-توبا
- هوجو توکی‌یوکی
- در شورش کینمون، قلمروی چوشو در نبرد با شوگون‌سالاری توکوگاوا به سمت کاخ امپراتوری کیوتو با تفنگ شلیک کرد و از طرف امپراتور فرمان حمله به چوشو صادر شد. اما در سال ۱۸۶۷ این قلمروی مورد عفو قرار گرفت و عنوان چوتِکی از روی این قلمرو برداشته شد.
- آشیکاگا تاکائوجی
- در جنگ بوشین ۵ نفر به عنوان چوتِکی اعلام شدند.

1. توکوگاوا یوشینوبو (آخرین شوگون از شوگون‌سالاری توکوگاوا)
2. ماتسودایرا کاتاموری (آیزو)
3. ماتسودایرا ساداآکی (ولایت ایسه)
4. ماتسودایرا مونه‌تاکه
5. تودا اوجیتاکا